# 三线水蛇
三线水蛇（Enhydris dussumieri）是一种原产印度和孟加拉的水蛇。在西文中也称Dussumier水蛇，是为纪念Jean-Jacques Dussumier而命名的。这种蛇在稻田和鱼塘中较常见，由于人类的干扰，有时也生活在类似的水域环境中。